# Филип Хорански
Филип Хорански (словачки: Filip Horanský; 7. јануар 1993. у месту Пјештјани, Словачка) је словачки тенисер који професионално игра од 2012. године. Са Јиржијем Веселим исте године освојио је Отворено првенство Аустралије за јуниоре у конкуренцији парова. Такође, има и бронзану медаљу у дублу са Олимпијских игара младих 2010. у Сингапуру а партнер му је био Јозеф Ковалик.

## Каријера

### 2018.
У Лиону, Хорански се по први пут квалификовао у главни жреб неког АТП турнира и забележио прву победу на овом нивоу, избацивши Португалца Соузу. У другом колу је поражен од Душана Лајовића, у два сета. Потом се квалификовао и за турнир у Анталији где је на старту поново изгубио од Лајовића. Последњи АТП турнир у години на којем је учествовао (Куп Кремља) већ на самом старту донео је и трећи пораз у сусретима са српским тенисером.
Током 2018. дошао је и до своје прве титуле на челенџерима, у немачком Мербушу.

## Финала јуниорских Гренд слем турнира

### Парови: 1 (1:0)
| Исход    | Бр. | Датум            | Турнир        | Подлога | Партнер      | Противници                  | Резултат |
| -------- | --- | ---------------- | ------------- | ------- | ------------ | --------------------------- | -------- |
| Победник | 1.  | 28. јануар 2011. | ОП Аустралије | Тврда   | Јиржи Весели | Бен Вагланд Ендру Витингтон | 6:4, 6:4 |